# NGC 3445
إن جي سي 3445 (بالألمانية: NGC 3445) التي يرمز لها بالرمز NGC 3445، هي مجرة، واصطدام مجري تقع في كوكبة الدب الأكبر. اكتشفت في 8 أبريل 1793 بواسطة ويليام هيرشل.

## روابط خارجية
- NGC 3445 على موقع ويكي سكاي: DSS2, SDSS, GALEX, IRAS, Hydrogen α, X-Ray, Astrophoto, Sky Map, Articles and images